# O Mistério de Irma Vap
O Mistério de Irma Vap (The Mystery of Irma Vep no original em inglês) é uma peça teatral em dois atos escrita por Charles Ludlam. Exemplar característico do que no Brasil tornou-se conhecido como "teatro besteirol", Irma Vap é uma sátira de vários gêneros teatrais e cinematográficos, incluindo melodramas vitorianos, farsa e o filme Rebecca (1940) de Alfred Hitchcock. O nome Irma Vap é um anagrama para "vampira".

## A peça
Irma Vap apresenta oito personagens destinados a ser interpretados por dois atores. Os atores interpretam papeis de ambos os sexos. Para assegurar que ocorra o crossdressing, os direitos para representar a peça incluem uma cláusula que estipula que os atores devem ser do mesmo sexo. A peça exige grande quantidade de efeitos sonoros, adereços, efeitos especiais e trocas rápidas de vestuário.
A peça inclui referências a (e aparições de) vampiros, fantasmas, múmias e lobisomens. Contém ocasionalmente, zombarias de natureza adulta, mas é amplamente aceitável para audiências mais jovens. É interpretada em estilo camp. Todavia, Ludlam afirmou que "nosso ponto-de-vista era realmente levar as coisas muito a sério, concentrando-nos especialmente naquelas coisas subestimadas pela sociedade e reavaliá-las, dando-lhes novo significado, novo valor, ao mudar seu contexto".

## Produções
The Mystery of Irma Vep foi produzida pela primeira vez pela Ludlam's Ridiculous Theatrical Company, estreando off-off-Broadway no Greenwich Village, Nova York, em setembro de 1984 e encerrando a temporada em abril de 1986. Como protagonistas, Ludlam como Lady Enid, a nova patroa da mansão, e um mordomo, e Everett Quinton como Lord Edgar Hillcrest, o dono da mansão, e a governanta (entre outros personagens). O elenco ganhou um Drama Desk Award Especial. Ludlam e Quinton foram premiados ainda com o Obie Award de 1985 por Performance de Elenco.
A peça foi posteriormente produzida off-Broadway no Westside Theatre, de setembro de 1998 a julho de 1999, com Quinton e Stephen DeRosa. A produção venceu o Lucille Lortel Award de 1999 por Outstanding Revival, juntamente com indicações do Outer Critics Circle Award para Outstanding Revival of a Play, Outstanding Lighting Design (John Lee Beatty) e Outstanding Costume Design (William Ivey Long).
Em 1991, Irma Vap foi a peça mais produzida nos EUA. Interpretada por Marco Nanini e Ney Latorraca por onze anos a partir de novembro de 1986, tornou-se a peça em cartaz por mais tempo no Brasil, entrando para o Guinness Book of Records em 2003.

## Sinopse
Mandacrest Estate é o lar de Lord Edgar e Lady Enid. Lady Enid é a segunda esposa de Lord Edgar, embora ele não tenha ainda recuperado-se inteiramente da morte de sua primeira esposa, Irma. Os empregados da casa, uma criada chamada Jane Twisden e um porqueiro de nome Nicodemus Underwood, têm suas próprias opiniões sobre Lady Enid.

## Cinema
Em 2006, a peça deu origem ao filme brasileiro Irma Vap - O Retorno.